# Vương Thiệu Ý
Vương Thiệu Ý (chữ Hán: 王紹懿, bính âm: Wang Shaoyi, ? - 866), tước hiệu Thái Nguyên bá (太原伯), là Tiết độ sứ Thành Đức dưới triều đại nhà Đường trong lịch sử Trung Quốc.
Sử sách không nêu rõ Vương Thiệu Ý chào đời vào lúc nào. Gia tộc họ Vương của ông kể từ ông nội Vương Đình Thấu giết Điền Hoằng Chánh năm 821, đã nắm được quyền cai quản Thành Đức, bán li khai với chính quyền trung ương. Cha ông là Vương Nguyên Quỳ lên nối nghiệp từ năm 834, thành hôn với công chúa Thọ An, sinh ra ông và người anh Vương Thiệu Đỉnh. Năm 855, Vương Thiệu Đỉnh lên thay Vương Nguyên Quỳ, song do tàn bạo thảm ngược nên mất lòng người. Binh sĩ trong trấn rất không hài lòng và mưu tính lam phản. Tuy nhiên sự việc chưa kịp tiến hành thì Vương Thiệu Đỉnh đã qua đời vào tháng 7 năm 857. Do đó, họ chuyển sang ủng hộ Vương Thiệu Ý lên nắm quyền. Triều đình nhà Đường cử Chiêu vương Nhuế làm Thành Đức quân tiết độ, còn Vương Thiệu Ý là Thành Đức quân tiết độ quan sát lưu hậu. Không lâu sau ông chính thức được phong làm Tiết độ sứ, Kiểm giáo công bộ thượng thư, kiêm Ngự sử đại phu, Thái Nguyên quận khai quốc bá, thực ấp 700 hộ, sau còn gia phong Kiểm giáo tư không.
Trái ngược với người anh, Vương Thiệu Ý thực hiện chính sách cai trị khoan dung giản dị, vì thế được lòng binh sĩ và dân chúng.
Năm 866, Vương Thiệu Ý lâm bệnh nặng, bèn triệu con trai Thiệu Đỉnh là Vương Cảnh Sùng hiện đang làĐô tri binh mã sử, đến mà dặn rằng
Người anh đã mất của tao khi trước thấy mày còn trẻ tuổi, nên giao binh quyền và chính sự cho tao. Nay thì mày đã trưởng thành, có thể giao lại quân chánh cho. Về sau phải biết nỗ lực cố gắng, trên trung với triều đình, dưới kết giao với lân bang, không làm đổ cơ nghiệp của vong huynh. Như thế là công của mày đó.
Nói xong thì chết. Đường Ý Tông hạ chiếu truy tặng Tư đồ. Vương Cảnh Sùng nối ngôi, giữ chức Tiết độ sứ Thành Đức.